# Ricard Fernàndez Deu
Ricard Fernàndez Deu (Barcelona, 11 de desembre de 1948) és un advocat i periodista català.
Professional dels mitjans de comunicació, periodista i advocat, els seus inicis en els mitjans es remunten a l'any 1965, a Ràdio Joventut de Barcelona, d'on passaria aquell mateix any a Ràdio Espanya de Barcelona. El 1969, va ingressar per oposició a Ràdio Nacional d'Espanya i va començar a treballar en Televisió Espanyola, presentant des de Catalunya diversos programes informatius. L'any 1974 es trasllada a Madrid, des d'on condueix nombrosos programes, des de l'espai divulgatiu "Temes" al "Telediario" (1976-1977) o "300 Millones" (1977).
El 1977 assumeix la direcció del primer Telediari en català, "Miramar", al Centre Territorial de Catalunya, i el 1981 és nomenat director del centre emissor de Ràdio Nacional d'Espanya, on més tard i fins a 1988 realitzaria diversos programes, com Aquí et espero que va estar en antena molts anys. La seva veu està lligada, tant a RNE com a TVE, a un sens fi de transmissions institucionals, entre elles el retorn del president Tarradellas i les primeres eleccions al Parlament català.
El 1982, és nomenat Gerent municipal de Barcelona per a la Copa Mundial de Futbol "Espanya 82", tenint al seu càrrec tots els esdeveniments que se celebren amb tal motiu a la Ciutat Comtal, excepte la competició esportiva.
El 1983 s'instal·la de nou a Madrid on presenta i dirigeix el programa matinal de Radiocadena Espanyola. Al seu terme torna a la pantalla petita i a Ràdio Nacional amb diverses produccions, entre les quals destaca "Mas val tard", que es manté en antena diverses temporades.
El 1989 participa en el controvertit programa Tribunal Popular, en el qual es debatien diferents temes d'actualitat, amb la mecànica d'un judici. Fernández Deu, actuant com a advocat defensor, contraposava els seus arguments als de Javier Nart, que exercia de fiscal, mentre que Xavier Foz assumia el paper de jutge. El programa es va mantenir en pantalla amb gran èxit fins a 1991.
Dos anys després, va recuperar el format d'un vell programa en el seu dia presentat per Federico Gallo: "Ésta es su vida". El projecte, però, no va obtenir la repercussió que s'esperava.
El 1992, va ser el comentarista de les cerimònies dels Jocs Olímpics de Barcelona; va presentar al costat de Raffaela Carrá el programa produït per la RAI i TVE amb ocasió de la posada en marxa d'Eutelsat; amb Ednita Nazario la gala del Cinquè Centenari des de Puerto Rico; i al costat d'Inés Sastre el programa de cap d'any de Televisió Espanyola "Por fin 92!".
Ha estat conseller de la Corporació Catalana de Ràdio i Televisió (1995-1999) i de 'Informació i Comunicació de Barcelona' (2008-2014).
També va intervenir en política i en la Legislatura 1999-2003 va ser elegit Diputat al Parlament de Catalunya per les llistes del Partit Popular.
És advocat en exercici, consultor en temes de comunicació, i participa assíduament en diverses tertúlies de Ràdio i Televisió.
El 2002 se li va concedir la Gran Creu de l'Orde del Mèrit Civil, i el 2013 la Creu de Sant Jordi que atorga la Generalitat de Catalunya, en reconeixement de la seva trajectòria professional. Està en possessió, a més, de l'Antena d'Or (1988), el Premi al millor treball periodístic en Radiodifusió (1990), el Premi Nacional de l'Assegurança (1991), el Premi a tota una vida dedicada a la Ràdio i la TV (2010), i el Premi Federico Gallo concedit per l'Acadèmia de la Ràdio (2014), entre altres distincions.